# Qeqertaq, Upernavik
Qeqertaq är en ö i Upernavik på Grönland. Dess yta är 269 km2. Den hade 198 invånare år 2005.